# Caatinganthus
Caatinganthus es un género de plantas fanerógamas perteneciente a la familia de las asteráceas. Comprende 2 especies descritas y  aceptadas.

## Taxonomía
El género fue descrito por Harold E. Robinson y publicado en Smithsonian Contributions to Botany 89: 15–16, f. 19–20. 1999. La especie tipo es Caatinganthus harleyi H.Rob.

## Algunas especies aceptadas
A continuación se brinda un listado de las especies del género Caatinganthus aceptadas hasta julio de 2012, ordenadas alfabéticamente. Para cada una se indica el nombre binomial seguido del autor, abreviado según las convenciones y usos.
- Caatinganthus harleyi H.Rob.
- Caatinganthus rubropappus (Soar.Nunes) H.Rob.